# 県営富山野球場
県営富山野球場（けんえいとやまやきゅうじょう）は、富山県富山市五福の富山県五福公園内にある野球場。施設は富山県が所有し、公益財団法人富山県民福祉公園が指定管理者として運営管理を行っている。

## 歴史
1950年（昭和25年）7月22日に完成した富山県内に現存する最古の球場で、富山市中心部西側、富山大学隣接地の五福公園にある。
開場以来、高校野球や社会人野球など各種アマチュア野球公式戦をはじめ、プロ野球公式戦も開催された。特に富山県は読売ジャイアンツ（巨人）の創始者で「プロ野球の父」と言われる正力松太郎の出身地であることもあり、かつては隔年で巨人主催の公式戦（北陸シリーズ）が行われていた他、秋には日米野球がしばしば開催された。
1950年9月14日に開催された大映スターズ対南海ホークス戦では、9回の表、2点リードされていた大映の攻撃で、センターにあがったフライを処理した黒田一博の捕球を巡り南海側が判定に不服を唱えた。その後、主審がプレーを再開しても南海の選手が守備に就かなかったため、同年規定されたばかりの公認野球規則に則った初の放棄試合（パシフィックリーグ初のケース）が記録された球場となった（『放棄試合』も参照）。
将来的な老朽化が避けられない事や、敷地が狭隘であるため大規模な増改築や照明設備の追加設置が望めない事から、1992年（平成4年）7月1日には市が建設を進めていた富山市民球場アルペンスタジアムが完成。同年以降、県営球場は高校野球などアマチュア野球が中心となった。
2007年より北信越ベースボール・チャレンジ・リーグ→ベースボール・チャレンジ・リーグの富山サンダーバーズ→富山GRNサンダーバーズがホームゲームの一部を開催するようになった。日本海オセアンリーグの所属となる2022年も同様で（ただし、日本海オセアンリーグは「セントラル開催方式」を導入するため、富山以外のチームのホームゲームも開催される）、日本海リーグの所属となる2023年の日程ではチーム発足以来初めてホームゲーム最多開催球場（20試合中8試合）となり、実際には1試合が雨天他球場振替となったものの最多（7試合）は変わらなかった。2024年は高岡西部総合公園野球場に最多開催は譲る形になった。
2013年（平成25年）秋から開始された改修工事により、2014年（平成26年）春に新たなスコアボードが完成し、両翼を公認野球規則の推奨値を満たす98mに拡張すると共に外野フェンスやロッカールームなどの7大規模な改修を行い、2015年（平成27年）4月16日に新装開業した。

## 施設概要
- 両翼：98m、中堅：122m
- 内野：クレー舗装、外野：天然芝
- スコアボード：磁気反転式
- 照明設備：なし
- 収容人員：20,000人（内野：椅子席、外野：芝生席）、完成当初は内野13,000人、外野12,000人を収容[3]。

完成当時、スタンドの下には大、中、小の事務室、電気室、医務室、選手控室、会議室、記者室、シャワー室、売店などが備えられていた。

## 公園内その他の施設
- 五福野球場
  - 軟式野球・ソフトボール用グラウンド 2面（外野天然芝）
- 富山県五福公園陸上競技場
- 五福スポーツ広場（補助トラックあり）
- アオイスポーツハウス　ほか

## 交通
- 富山地方鉄道富山軌道線・富山大学前電停下車後徒歩約3分